# Sender Bad Urach (Hanner Felsen)
Der Sender Bad Urach (Hanner Felsen) ist ein Füllsender für Hörfunk, Mobilfunk und BOS-Funk. Er befindet sich oberhalb von Bad Urach auf dem bewaldeten Hanner Felsen direkt an der Hanner Steige nach St. Johann, etwa zwei Kilometer südlich der Bad Uracher Innenstadt. Es kommt ein 36 Meter hoher Schleuderbetonmast als Antennenträger zum Einsatz.
Von hier aus wird die Stadt Bad Urach und die nahe Umgebung mit den Rundfunkprogrammen Antenne 1 sowie Neckaralb Live versorgt.
Bis zur Einführung von DVB-T wurden von diesem Sender die Fernsehprogramme Das Erste (Sendeleistung: 1 W), ZDF (Sendeleistung: 20 W) und SWR Fernsehen (Sendeleistung: 20 W) terrestrisch ausgestrahlt.
Die Ausstrahlung von Fernsehprogrammen im digitalen Modus DVB-T ist geplant.
Neben dem Schleuderbetonmast existierte früher auf dem Gelände noch ein Stahlfachwerkturm. Nachdem der 2011 neu errichtete Schleuderbetonmast dessen Aufgaben übernommen hatte, wurde der Stahlfachwerkturm abgebaut.

## Frequenzen und Programme

### Analoger Hörfunk (UKW)
Folgende Hörfunkprogramme werden vom Sender Bad Urach (Hanner Felsen) auf UKW abgestrahlt:
| Frequenz (MHz) | Programm       | RDS PS    | RDS PI                | Regionalisierung | ERP (kW) | Antennendiagramm rund (ND)/gerichtet (D) | Polarisation horizontal (H)/vertikal (V) |
| -------------- | -------------- | --------- | --------------------- | ---------------- | -------- | ---------------------------------------- | ---------------------------------------- |
| 89,3           | Antenne 1      | antenne1  | D60A (regional), D30A | Reutlingen       | 0,025    | D (10–310°)                              | H                                        |
| 99,0           | Neckaralb Live | NECKRALB_ | D30F                  | –                | 0,5      | ND                                       | H                                        |

### Digitaler Hörfunk (DAB+)
| Block                  | Programme (Datendienste) | ERP (kW) | Antennen- diagramm rund (ND), gerichtet (D) | Polarisation horizontal (H)/ vertikal (V) | Gleichwellennetz (SFN) |
| ---------------------- | --- | -------- | ------------------------------------------- | ----------------------------------------- | --- |
| 8D SWR BW S (D__00235) | DAB+ Block des SWR - SWR1 BW (112 kbps) - SWR Kultur (128 kbps) - SWR3 (Rheinland bis Bodensee) (112 kbps) - SWR4 FN (Studio Friedrichshafen) (112 kbps) - SWR4 FR (Südbaden) (112 kbps) - SWR4 S (Studio Stuttgart) (112 kbps) - SWR4 TU (Studio Tübingen) (112 kbps) - SWR4 UL (Studio Ulm) (112 kbps) - SWR Aktuell (72 kbps) - DASDING (112 kbps) - EPG (24 kbps) - TPEG (16 kbps)                                            | 1,5      | D                                           | H                                         | Bad Urach (Hanner Felsen), Baiersbronn, Blauen, Brandenkopf, Bad Säckingen (Eggberg), Elzach Elztal, Eyachtal (Albstadt-Ebingen), Feldberg im Schwarzwald, Freiburg (Schönberg), Hornisgrinde, Raichberg, Reutlingen (Scheibengipfel), Riedlingen (Reifersberg), Schramberg, Rottweil (Deilingen), Schutterlindenberg, Sigmaringen (In der Talwiese), Ulm (Kuhberg), Villingen-Schwenningen (Marbach), Wannenberg, Witthoh |
| 11B OAS BW (D__00201)  | DAB+ Block der ON AIR support GmbH - Antenna BW (72 kbps) - Antenne 1 (72 kbps) - baden.fm (72 kbps) - bigFM (72 kbps) - Die Neue 107.7 (72 kbps) - die neue welle (72 kbps) - Energy Stuttgart (72 kbps) - Donau 3 FM (72 kbps) - egoFM (72 kbps) - Hitradio Ohr (72 kbps) - Radio 7 (72 kbps) - Radio Regenbogen (72 kbps) - Rock FM (72 kbps) - Das Neue Radio Seefunk (72 kbps) - Radio Teddy (72 kbps) - Radio Ton (72 kbps) | 2        | ND                                          | V                                         | Aalen, Alpirsbach, Bad Mergentheim (Löffelstelzen), Bad Urach (Hanner Felsen), Baden-Baden (Merkur), Baiersbronn, Blauen, Brandenkopf, Donaueschingen, Freiburg (Schönberg), Forbach, Geislingen (Oberböhringen), Heidelberg (Königstuhl), Heilbronn (Schweinsberg), Hochrhein (Rickenbach), Hornisgrinde, Karlsruhe (Grünwettersbach), Blender, Kreuzwertheim, Lahr (Schutterlindenberg), Langenburg, Mudau, Pfänder, Langenbrand, Raichberg, Ravensburg (Höchsten), Reutlingen (Scheibengipfel), Schramberg/Sulgen-Süd, Stuttgart (Frauenkopf), Witthoh, Ulm (Kuhberg) |

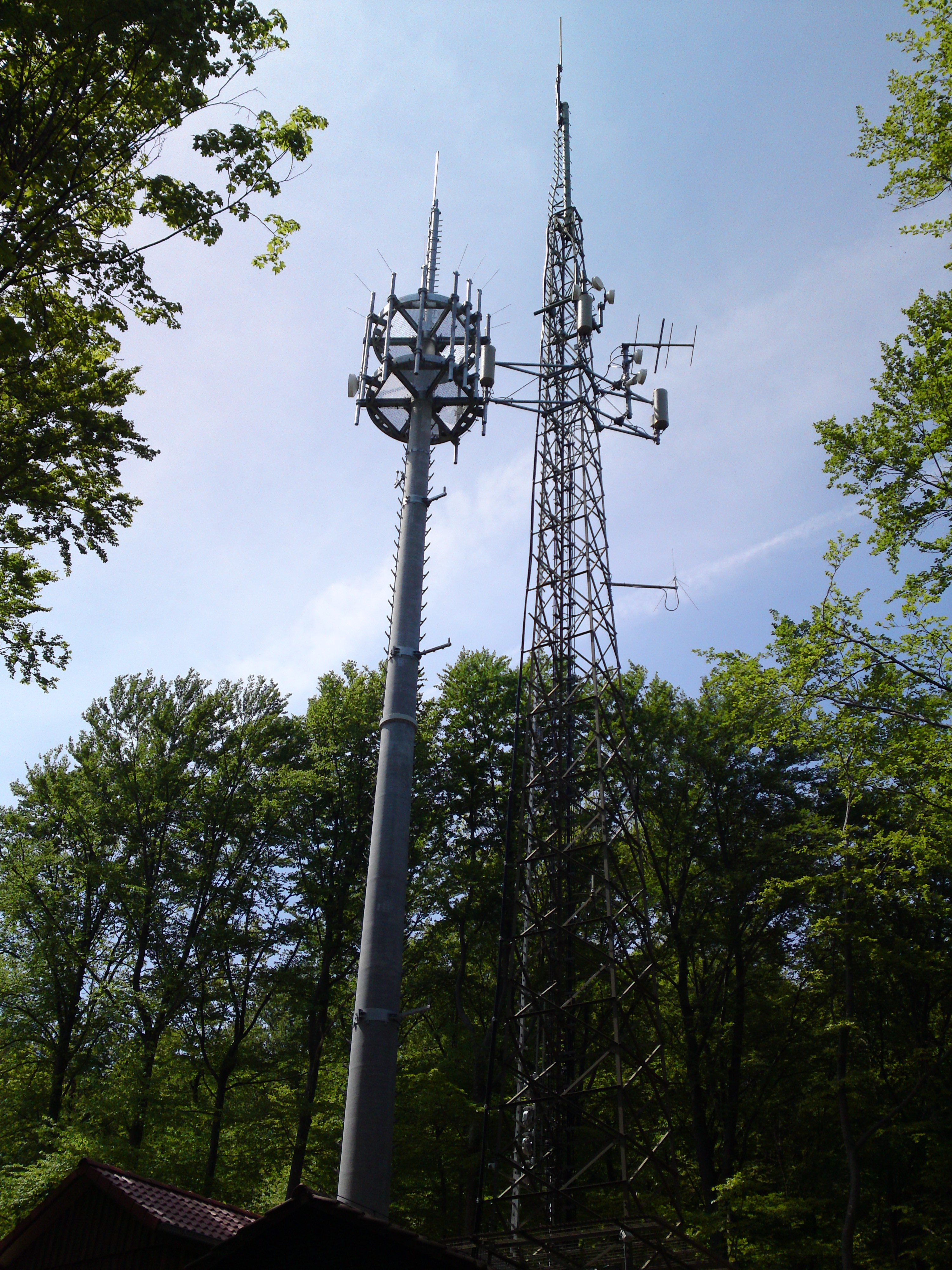
Sendeanlage im Jahr 2011, noch mit Stahlfachwerkturm
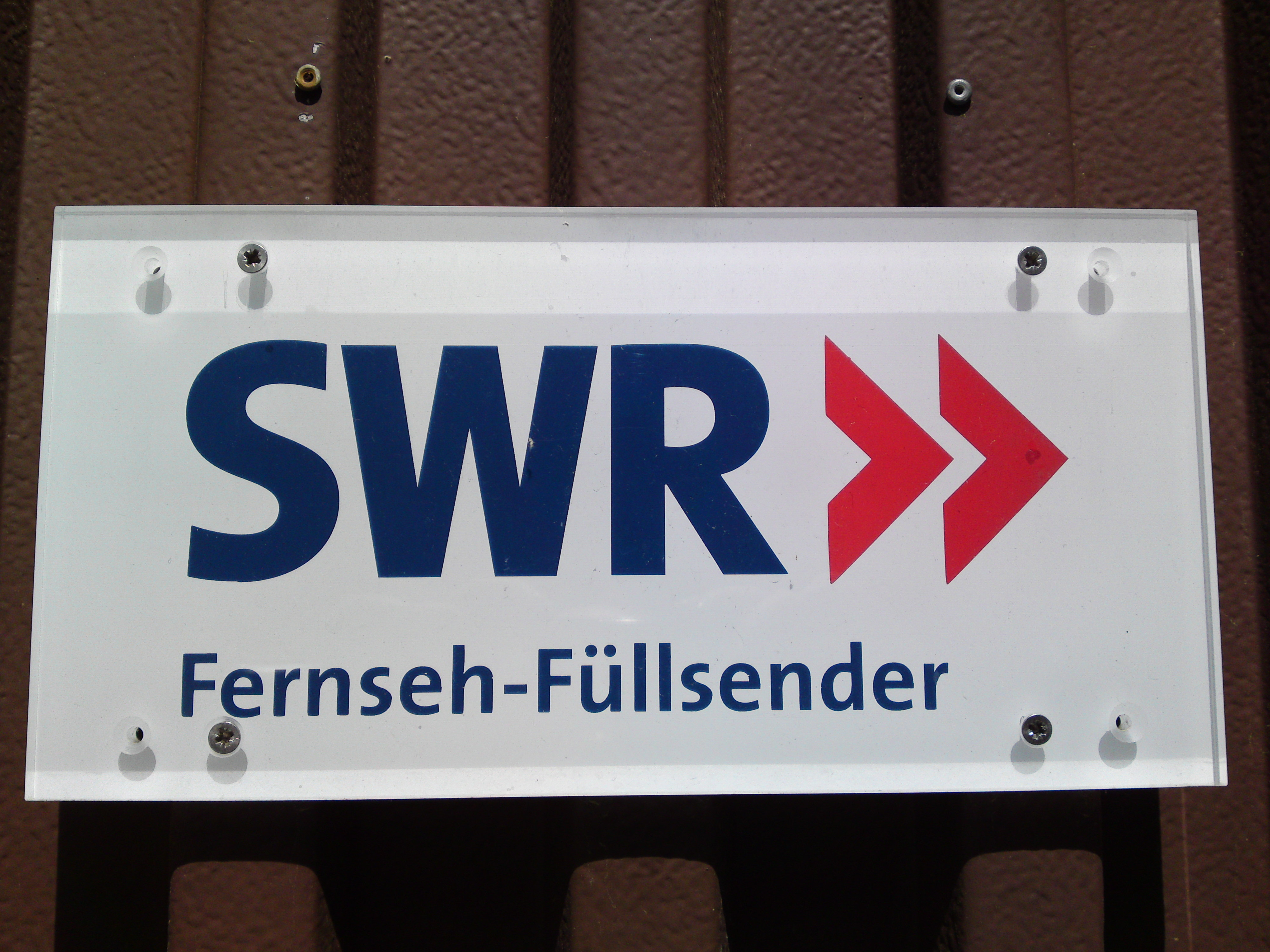
Informationsschild des Südwestrundfunks
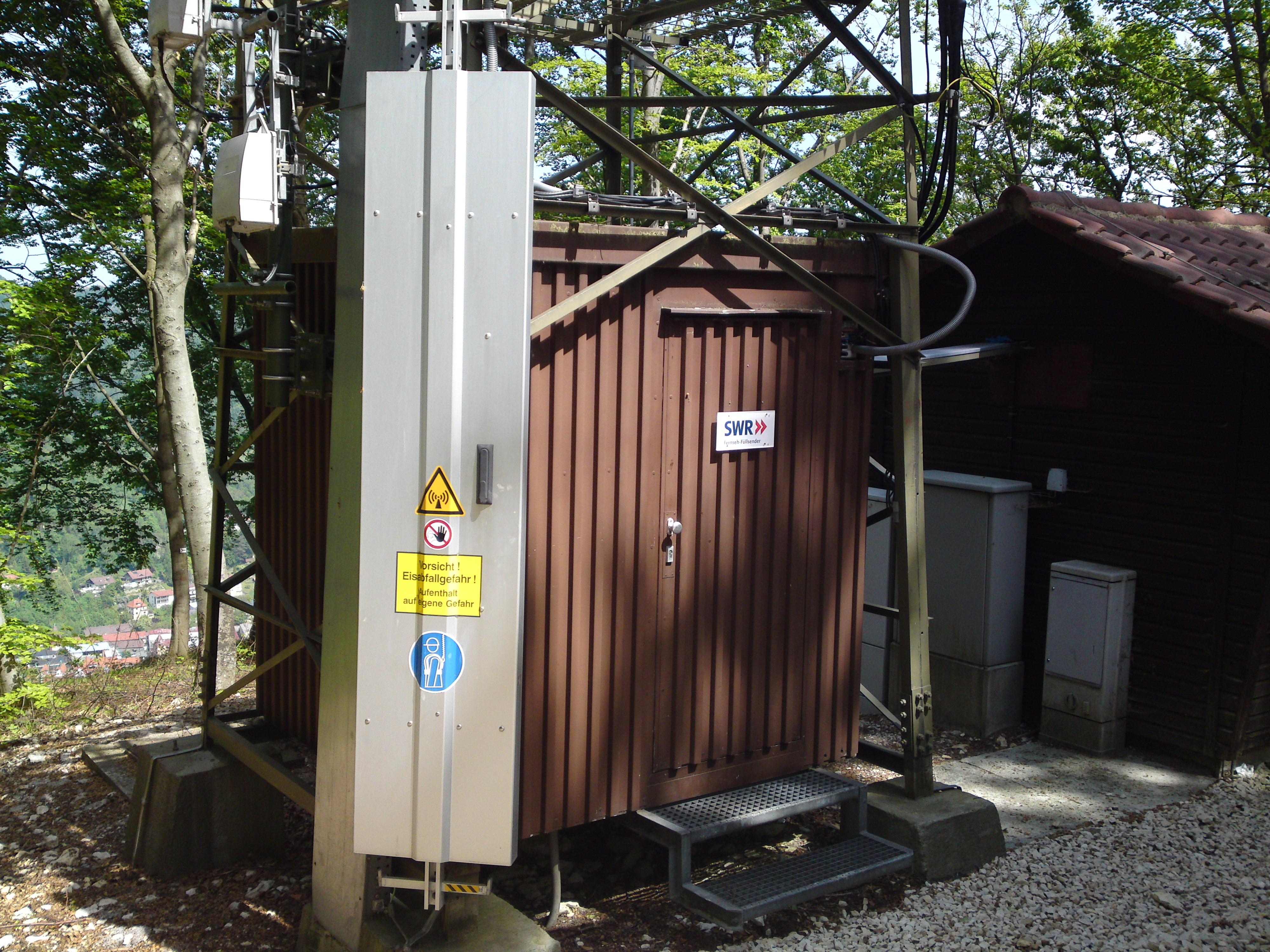
Sendecontainer des SWR direkt unter dem Stahlgittermast
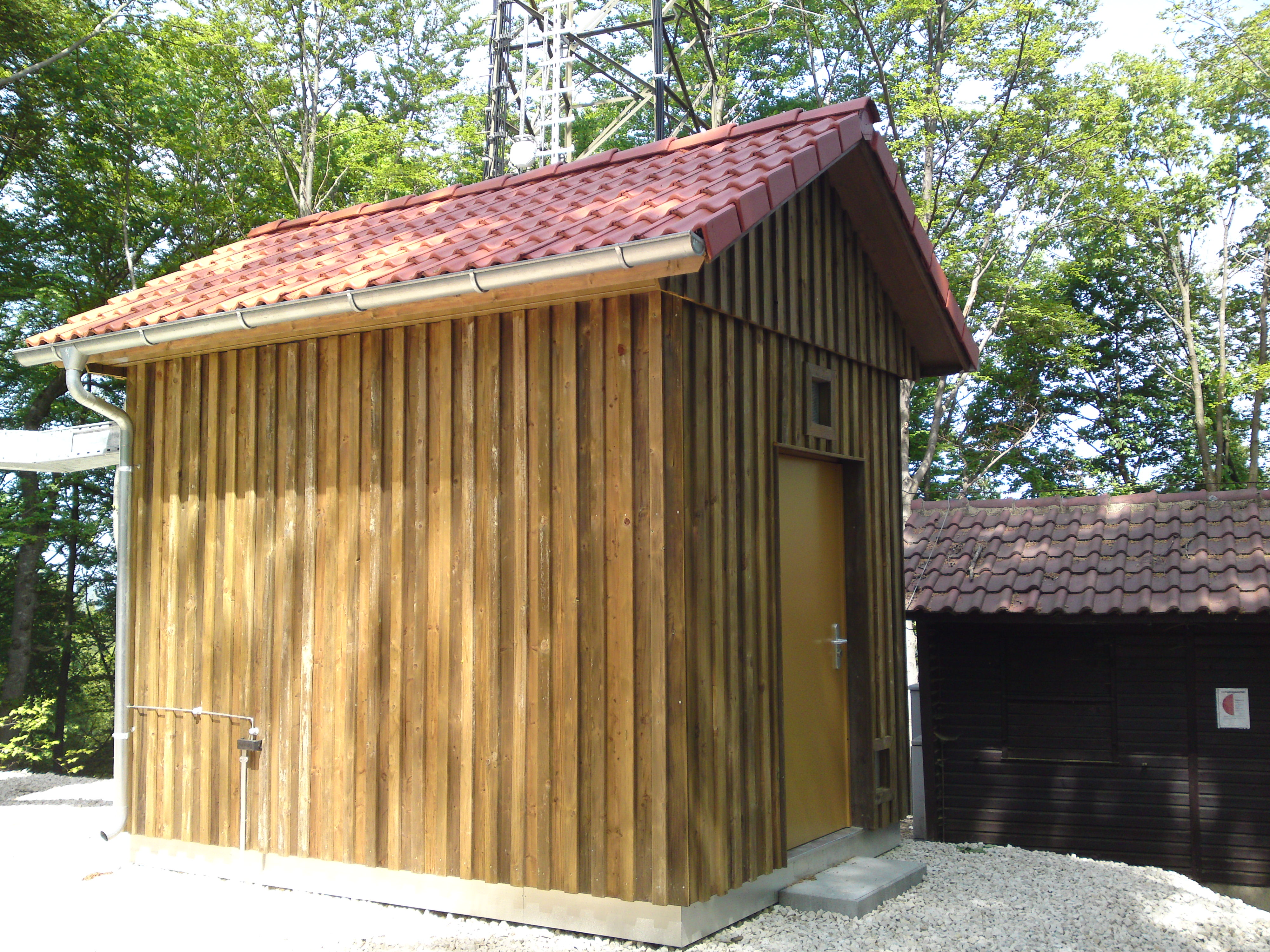
Neues Senderhaus für Mobilfunk und BOS-Funk.
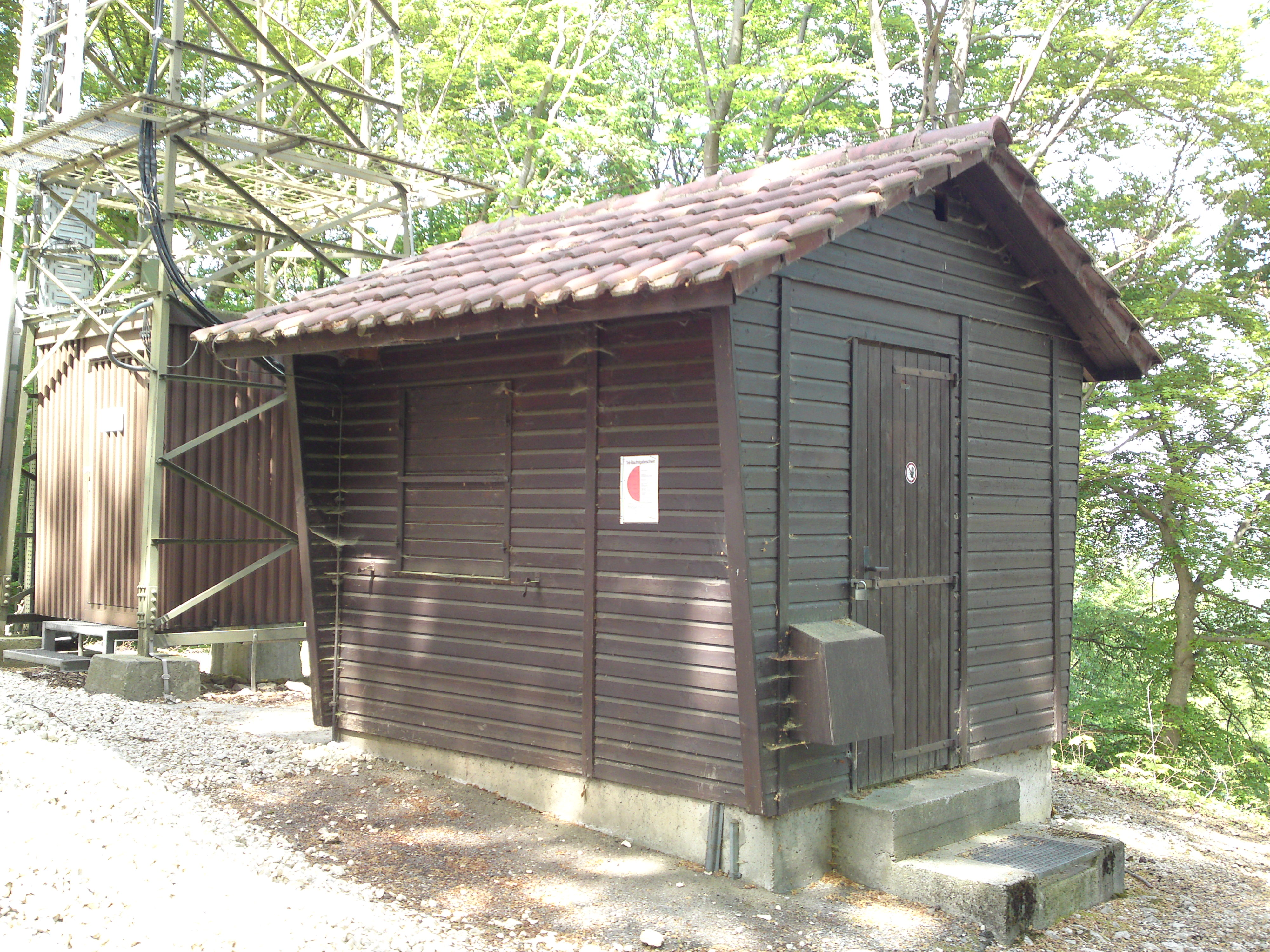
Altes Senderhaus am Sender Bad Urach (Hanner Felsen).